# Задача о сделках
Задача о сделках (также задача о переговорах, задача торга) — игра двух лиц, в которой моделируется ситуация двусторонних переговоров. В ней участвуют два игрока, принимающие решение о распределении некоторого блага (часто в денежной форме). Если игроки договариваются о распределении, они получают требуемую часть. В противном случае никто ничего не получает.
Игра была впервые предложена в 1950 г. Дж. Ф. Нэшем в работе The Bargaining Problem. Там же был сформулирован один из подходов к решению этой задачи, получивший впоследствии название «решения Нэша».
Формально задача о сделках может быть записана в виде четверки {\displaystyle \{X,d,u_{1},u_{2}\}}, где X — множество альтернатив, из которых выбирают участники; {\displaystyle u_{i}} — функция полезности i-го участника, определенная на множестве X; {\displaystyle d\in X} — точка разногласия (исход, который получат участники, если переговоры не дадут результата).

## Решение Нэша
Решение Нэша задачи о сделках (в литературе часто используется аббревиатура NBS, от англ. Nash bargaining solution — решение Нэша для переговоров) представляет собой аксиоматический принцип оптимальности, удовлетворяющий следующим аксиомам:
1. Инвариантность к аффинным преобразованиям функций полезности участников;
2. Эффективность по Парето;
3. Независимость от посторонних альтернатив: если из множества X убрать заведомо неоптимальные альтернативы, то решение задачи не изменится;
4. Симметричность: если игроки одинаковы, то есть {\displaystyle u_{1}(.)=u_{2}(.)}, при разногласии получают одинаковую полезность {\displaystyle u_{1}(d)=u_{2}(d)} и множество Х — симметрично, то есть для любой альтернативы {\displaystyle x'\in X} найдется альтернатива {\displaystyle x''\in X}, такая, что {\displaystyle u_{1}(x')=u_{2}(x''),u_{1}(x'')=u_{2}(x')}, то {\displaystyle u_{1}(x)=u_{2}(x)}.

Теорема. Решением задачи о переговорах {\displaystyle \{X,d,u_{1},u_{2}\}}, удовлетворяющим аксиомам (1) — (4) является точка максимума на множестве X функции